# Arnar Viðarsson
Arnar Viðarsson (transliterado como Arnar Thor Vidarsson; Reikiavik, Islandia, 15 de marzo de 1978) es un exjugador y entrenador de fútbol islandés. Actualmente es el director deportivo del KAA Gent.

## Carrera como jugador
Comenzó su carrera en Fimleikafélag Hafnarfjarðar y se mudó a Bélgica para jugar en el Sporting Lokeren al principio de su carrera. Regresó a FH por un corto período, pero aparte de una cesión en Lillestrøm SK y una prueba en Genk, jugó para Lokeren desde octubre de 1998 hasta 2006.
En 2006, se transfirió al FC Twente, donde firmó un contrato hasta 2009. Para la temporada 2007-08, fue cedido al recién ascendido De Graafschap, antes de finalmente regresar a Bélgica, jugando para el Cercle Brugge, donde terminó su carrera como futbolista en el verano de 2014 para luego convertirse en asistente del entrenador Lorenzo Staelens.

## Carrera como entrenador
El 1 de julio de 2015, Arnar Viðarsson se convirtió en el nuevo entrenador del equipo de reserva en su antiguo club Sporting Lokeren. El 28 de octubre de 2016 se convirtió en entrenador interino del primer equipo tras la destitución de Georges Leekens y solo dos días después se convirtió en entrenador asistente de su compatriota Runar Kristinsson. Incluso después de que Kristinsson cambiara de entrenador a Peter Maes, mantuvo este puesto antes de que este último fuera despedido en octubre de 2018 y Viðarsson se convirtiera en el entrenador en jefe interino. Fue entrenador interino en Sporting Lokeren el 1 de noviembre de 2018 en el empate 1-1 en el partido de liga en RSC Anderlecht.
En enero de 2019, Viðarsson se convirtió en el nuevo entrenador de la selección nacional sub-21 de Islandia, aunque también fue entrenador asistente del Sporting Lokeren durante unos días antes de dejar ese cargo. El 14 de octubre de 2020 se sentó como entrenador interino para un partido en el banquillo de la Selección absoluta de Islandia cuando los entrenó en una derrota por 2-1 en la Liga de Naciones de la UEFA contra Bélgica. En diciembre de 2020, Viðdarsson fue designado sucesor de Erik Hamrén y fue presentado por la Federación de Fútbol de Islandia como el nuevo entrenador de la selección islandesa. El 30 de marzo de 2023, la Federación de Fútbol de Islandia anunció su destitución a través de un comunicado.
En junio de 2024, fue anunciado como director deportivo del KAA Gent.

## Clubes

### Como jugador
| Club                                 | País         | Año       |
| ------------------------------------ | ------------ | --------- |
| Fimleikafélag Hafnarfjarðar          | Islandia     | 1996-1997 |
| KSC Lokeren                          | Bélgica      | 1997-2006 |
| Lillestrøm SK (cedido)               | Noruega      | 1997      |
| Fimleikafélag Hafnarfjarðar (cedido) | Islandia     | 1998      |
| Genk (cedido)                        | Bélgica      | 1998      |
| FC Twente                            | Países Bajos | 2006-2008 |
| De Graafschap (cedido)               | Países Bajos | 2007-2008 |
| Cercle Brugge                        | Bélgica      | 2008-2014 |

### Como entrenador
| Club                         | País     | Año       |
| ---------------------------- | -------- | --------- |
| Cercle Brugge                | Bélgica  | 2014-2015 |
| KSC Lokeren                  | Bélgica  | 2018      |
| Selección sub-21 de Islandia | Islandia | 2019-2020 |
| Selección de Islandia        | Islandia | 2020-2023 |